# Pyrrocoma
Pyrrocoma là một chi thực vật có hoa trong họ Cúc (Asteraceae).

## Loài
Chi Pyrrocoma gồm các loài: